# Elie Rajaonarison
Elie Rajaonarison (15 de novembro de 1951 - 27 de novembro de 2010) foi um poeta, artista, professor e funcionário público de Madagáscar. Considerado o porta-estandarte da poesia malgaxe moderna, as antologias de poesia publicadas de Rajaonarison renderam-lhe reconhecimento internacional.